# Johannes Groh

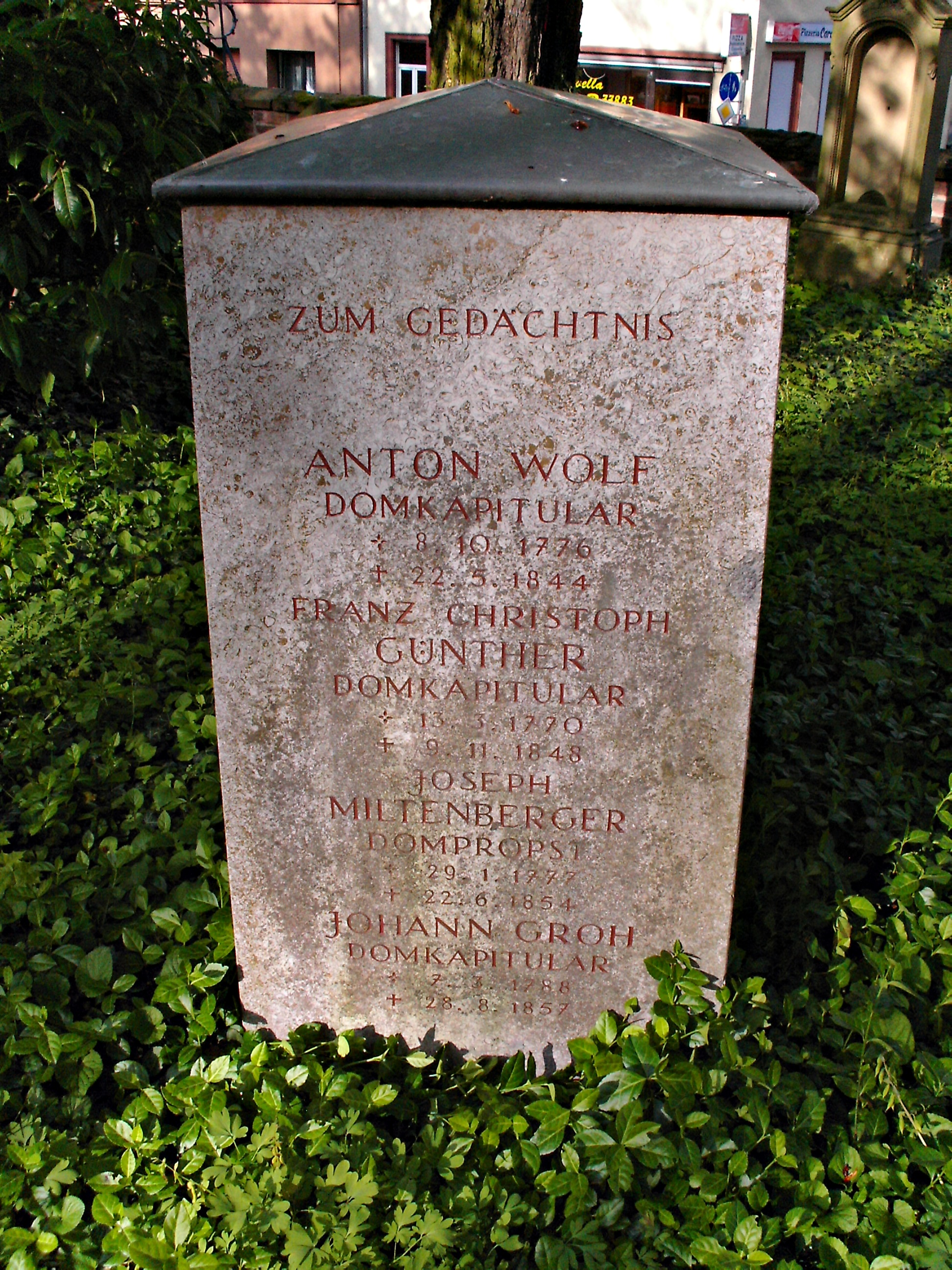
Speyer Domkapitelsfriedhof, Grabstele für die frühen Domherren der neuen Speyerer Diözese, darauf auch Gedenkinschrift für Johannes Groh

Johannes Groh (* 7. März 1786 in Wecklingen, Bliesgau; † 29. August 1857 in Speyer) war ein deutscher katholischer Priester, Seminarregens und  Domkapitular in der Diözese Speyer.

## Leben
Er stammte aus Wecklingen im heutigen Saarland. Unter Bischof Charles Mannay studierte er in Trier und wurde dort am 8. Juni 1811 zum Priester geweiht. Der Bischof sandte Johannes Groh zur weiteren Ausbildung an das Priesterseminar St. Sulpice in Paris, danach bestimmte er ihn zum Subregens des Trierer Priesterseminars. 
Die Preußen verbannten Charles Mannay 1814 aus Trier und er verzichtete im August 1816 offiziell auf sein Amt. Groh wechselte in diesem Zusammenhang in die Pfarrseelsorge und übernahm am 20. Oktober 1814 die Pfarrei Kleinblittersdorf. Noch im gleichen Jahr kam er nach Habkirchen, wo er bis 1823 blieb. Habkirchen fiel 1821 an das wiedergegründete Bistum Speyer, in dessen Dienste auch Groh eintrat. 1823 bis 1828 war er Pfarrer von  Zweibrücken, 1828–1830 von Contwig. 
Schon 1829 hatte ihn Bischof Johann Martin Manl zum Regens des zwei Jahre zuvor gegründeten Priesterseminars Speyer ernannt. Dieses Amt bekleidete Groh bis 1837. Am 11. Januar 1830 präsentierte ihn König Ludwig I. von Bayern als Speyerer Domkapitular.  Ein besonderes Vertrauensverhältnis bestand zu Bischof Johann Jakob von Geissel, der sich auf Reisen meist von ihm begleiten ließ. Schließlich wurde Johannes Groh Kustos des Speyerer Domes und starb 1857 als „wohlwollender, biederer, frommer Greis“, wie es Franz Xaver Remling 1867 in seiner Neueren Geschichte der Bischöfe zu Speyer festhält.   
Man bestattete ihn auf dem Alten Friedhof Speyer. Das Grab ist nicht mehr existent, bei Auflösung der früheren Domherrengruft wurden die Gebeine auf den neu angelegten Domkapitelsfriedhof bei der St. Bernhardskirche umgebettet. Hier erinnert eine Stele an die frühen Domherren der neuen Speyerer Diözese. Darauf ist auch Johann Groh mit seinen Lebensdaten verzeichnet.